# Helmer Osslund
Jonas Helmer Osslund, född 22 september 1866 i Tuna, död 11 juli 1938 i Stockholm var en svensk målare. Han var son till Daniel Åslund samt var bror till konstnären Elis Åslund och halvbror till Frida Åslund. Han ändrade sitt namn till Osslund vid flytten till Amerika för att det språkmässigt skulle se bättre ut. I mötet med Lapplands fjällmassiv kom de storslagna vildmarksvidderna i flammande höstfärger att prägla hans konstnärskap mest. Ofta målade på smörpapper kom dessa att etablera Osslunds rykte som "Norrlands konstnärlige upptäckare".

## Biografi
Helmer Osslund, som var son till lantmätaren Daniel Åslund och Catharina Elisabeth Grahn, inledde sina studier 1886 vid Umeå högre allmänna läroverk. Därefter flyttade han till USA för att bli ingenjör. Vid 21 års ålder började han måla och var åren 1889–93 anställd som dekoratör vid Gustavsbergs porslinsfabrik. 1890 bekostade företaget en studieresa till Paris för några veckors porslinsstudier och året därpå en resa till London. Hösten 1893 avslutade han sin anställning vid Gustafsberg och begav sig på nytt till Paris. Våren 1894 började han att studera vid Académie Colarossi, men tvingades av ekonomiska skäl att sluta vid skolan redan i slutet av året. Som ende svensk studerade han sedan för Paul Gauguin, vars symbolistiskt samlade syn på färg och form han tillgodogjorde sig i landskap, porträtt och modellstudier. Han studerade även en tid för Jens Ferdinand Willumsen. I slutet av 1894 reste han till Bonn för att verka som porträttmålare. Bonn följdes 1895-96 av vistelser i Rotterdam, Amsterdam, London och Skottland. 
Då han 1897 återkom till Sverige var han utblottad, men fick genom vännen Georg J:son Karlin anställning som modellör vid Höganäs AB. Här stannade han dock endast ett halvår men han utföra ett 70-tal modeller för fabriken, av vilka dock endast några kom i produktion. I Sverige växte hos honom fram den dynamiskt uttrycksfulla landskapskonst som blivit hans kännemärke. 
Det var först 1898 han började måla norrländsk natur, och Osslund tillbringade flera månader på målarvandringar i de norrländska ödemarkerna. Gauguin hade lärt honom att måla på smörpapper, vilket var billigare och lättare att hantera än vanlig målarduk när han var på vandring. Det berättas att Osslund fäste de tunna smörpapperen på insidan av färglådan. En del av hans kompositioner består av flera ark monterade på papp. 
1899 hade Pontus Fürstenberg uppmärksammat Osslund, varvid han bekostade den senares studier vid Konstnärsförbundets skola. En av lärarna var Richard Bergh. Osslund tycks dock inte ha trivts så väl i skolan utan gav sig av efter endast ett halvårs studier (VT 1900).
Målarens debututställning tog plats i Sundsvall 1905. Han lärde då känna Leander Engström. Osslunds expressiva måleri som ligger modernismen nära kom att påverka bland andra Engström, inte minst 1907 då den sistnämnde fick följa med Osslund på en målartur i lappmarken. Våren 1906 hade Osslund en stor utställning i stadshuset i Gävle (stadens enda utställningslokal vid den tiden). En som omedelbart blev intresserad av Osslunds expressiva konst, alla dessa norrländska höstmotiv i brinnande färger, var läderfabrikanten och sedermera konsuln Emil Matton som då köpte tre målningar. 1907 ställde Osslund ånyo ut i Gävle och nu beställde Matton en svit om fyra målningar, ”Årstiderna”, till dennes herrgård Blewegården. Gården revs 1979 men målningarna räddades. En av dem, ”Hösten”, ägs nu av Nationalmuseum och har blivit ett av Osslunds mest kända verk. De övriga tre är i privat ägo.
Hösten 1909 rönte Osslund stor framgång vid en utställning på Konstnärshuset i Stockholm, även om recensionerna varierade. Utställningen gav Osslund även ekonomisk vinning varmed han i början av  nästföljande år kunde göra en halvårslång resa till Italien, Nordafrika, Spanien och Frankrike. Väl hemma utförde Osslund ett av huvudverken i sin produktion: Höstafton, Nordingrå (1910).
Mellan 1915 och 1923 bodde konstnären i Sollefteå. Många motiv hämtades under då från trakten kring Granvåg vid Faxälven. I samma trakt uppförde han även en ateljé som kom att bli familjens sommarbostad. Under perioden utförde han bland annat Före Stormen, Midsommar Nuolja (1922, olja på pannå). Under höstarna besökte Osslund vanligtvis Lappland där han bland annat utförde ett flertal målningar av Lapporten. Åren 1923 till 1930 var han bosatt i Sundsvall.
Osslund var länge förbisedd, inte förrän ålderdomen, då skälvhäntheten lamslagit honom, blev han tillfullo uppskattad av publiken. Hans gravvård återfinns på Sollefteå kyrkogård.
Osslunds personarkiv finns vid Arkiv och specialsamlingar vid Umeå universitetsbibliotek. Hans konst finns representerad vid Nationalmuseum, Göteborgs konstmuseum, Göteborgs stadsmuseum, Norrköpings konstmuseum och Länsmuseet Gävleborg.

## Galleri

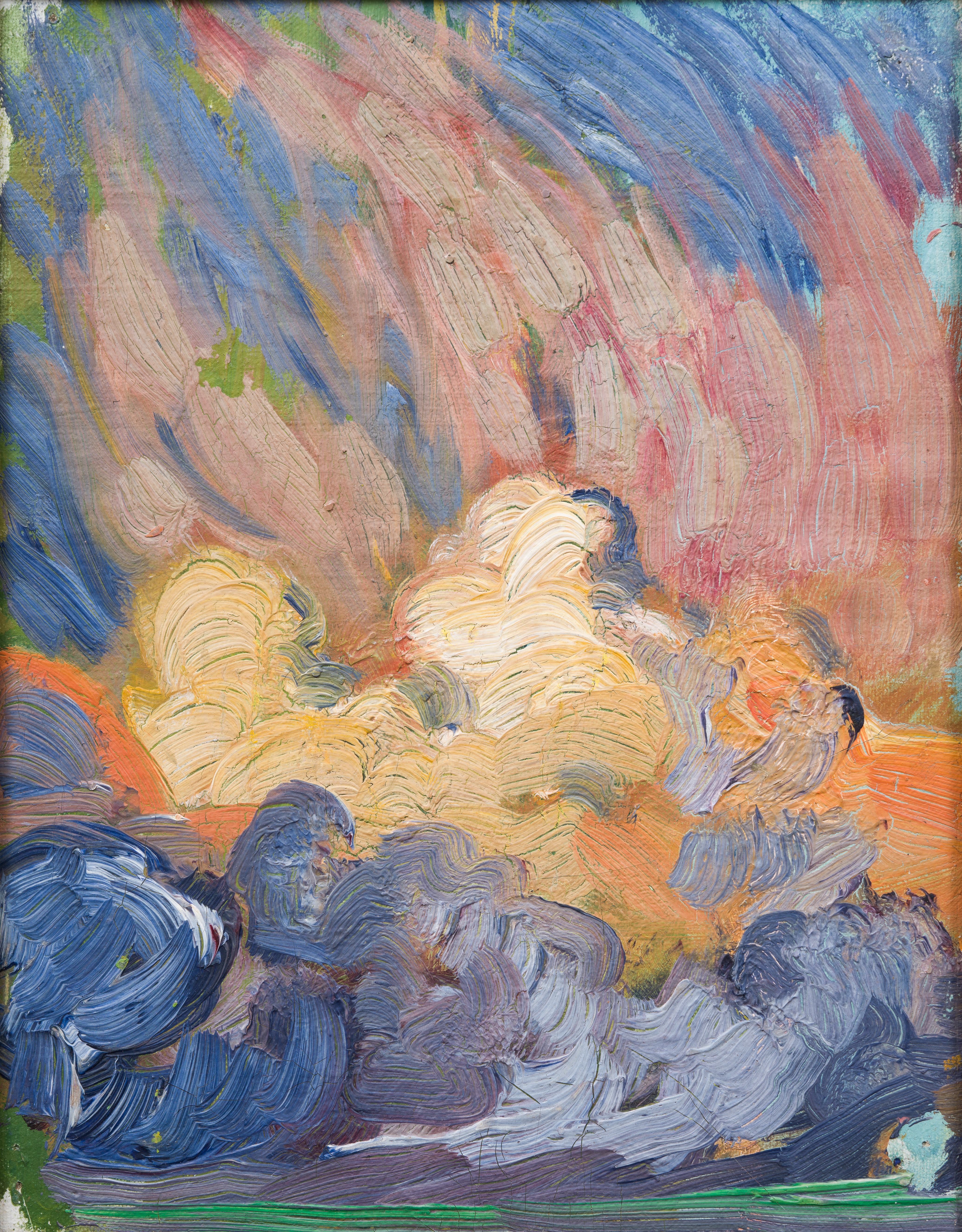
Molnstudie, 1921
Motiv från Seine (1894)
Bonn am Rhein. Vinterlandskap (möjligen omkr. 1895)
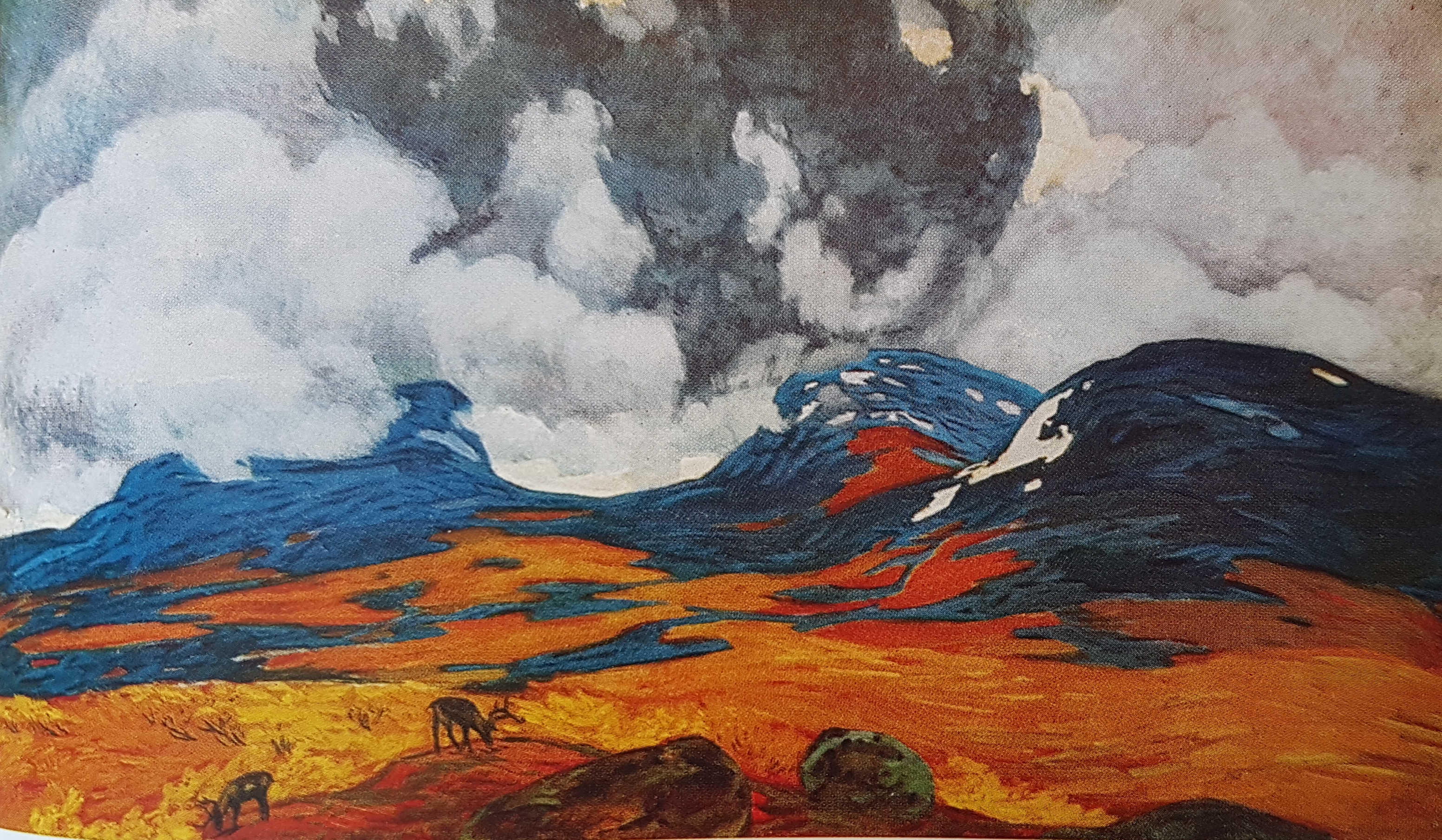
Lapporten (c:a 1905)
Torne träsk om våren (u. å.)
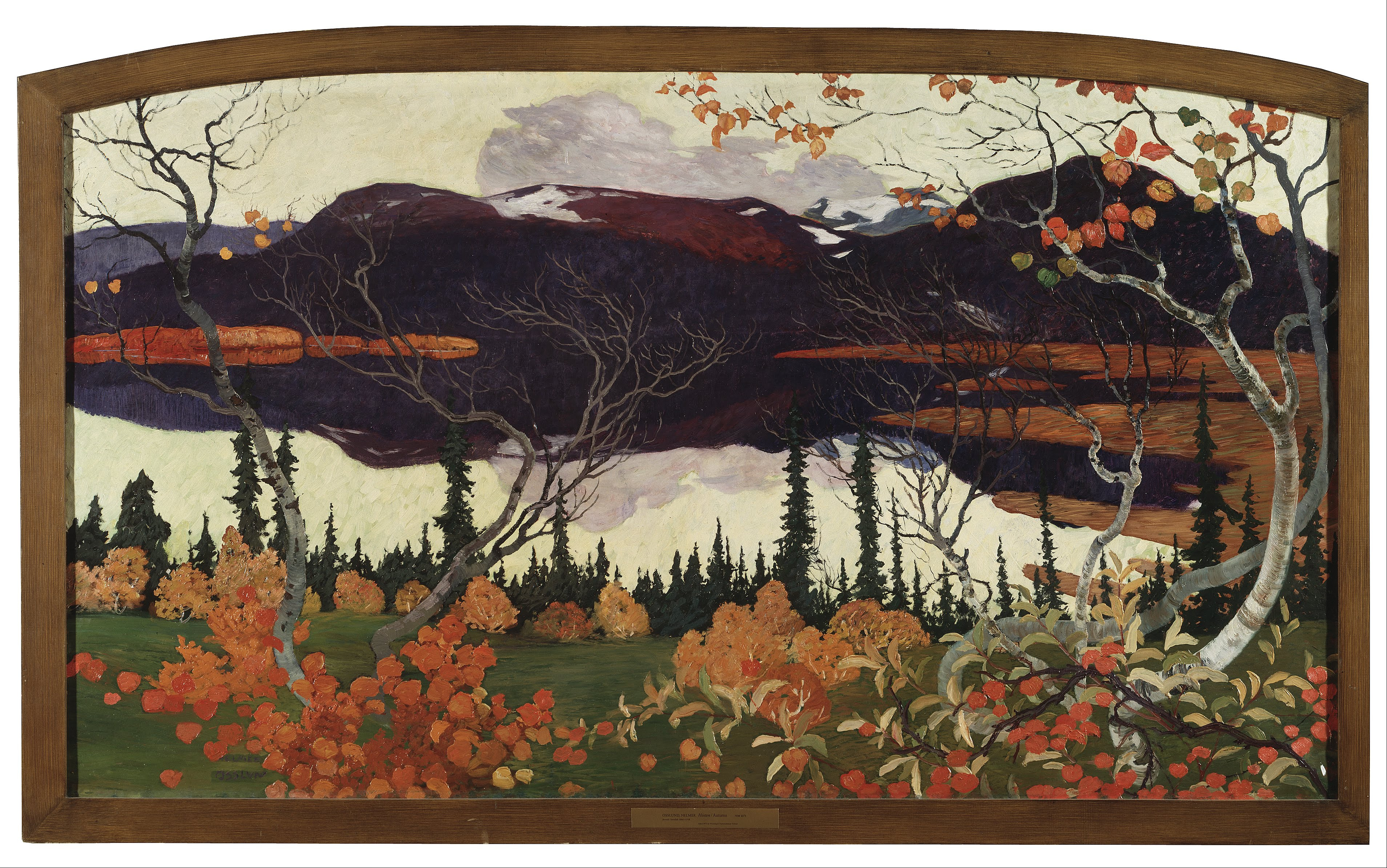
Hösten (1907)
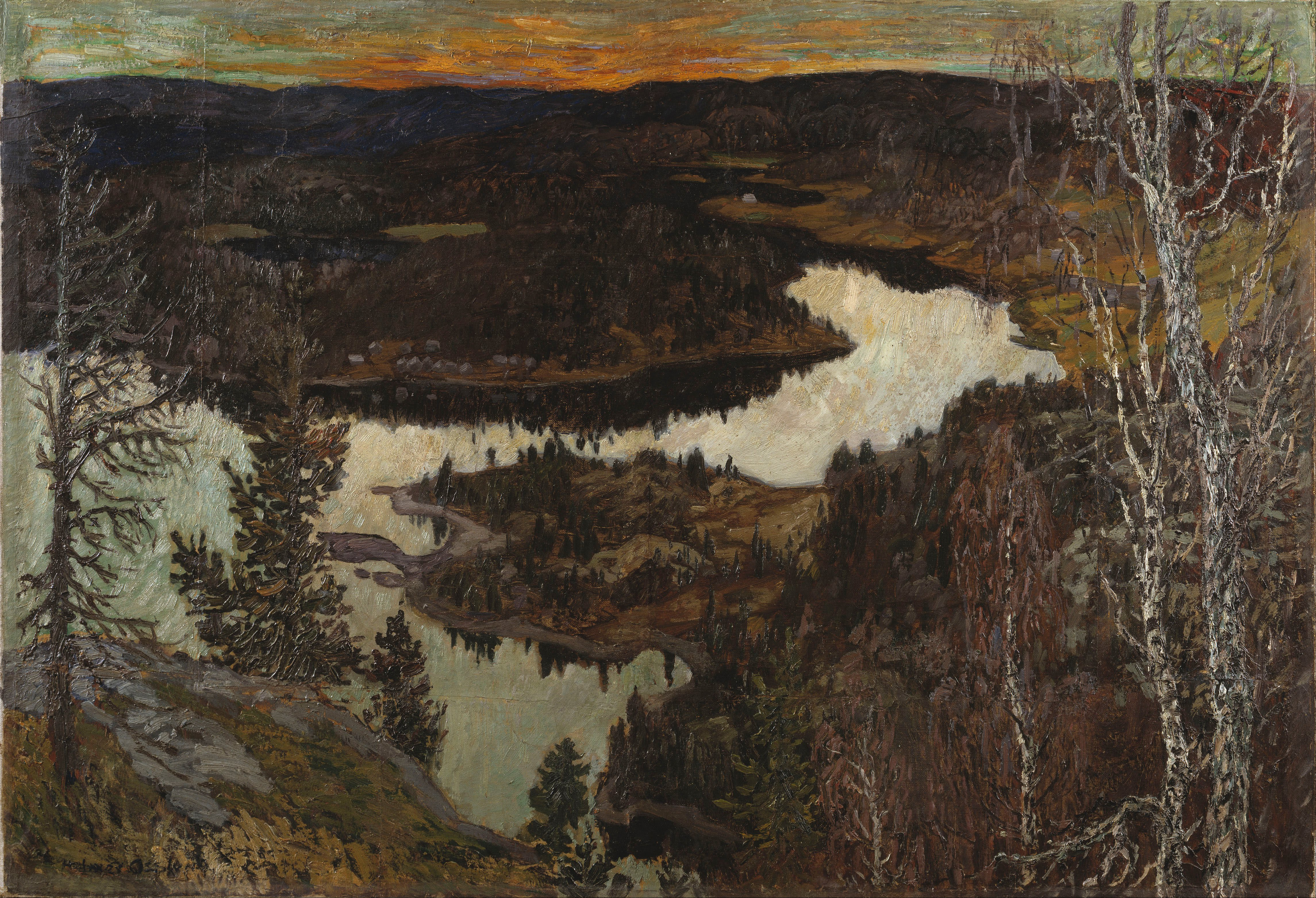
Höstafton, Nordingrå (1910). Utsikt från Rödklitten.
Liggande modell (1919)
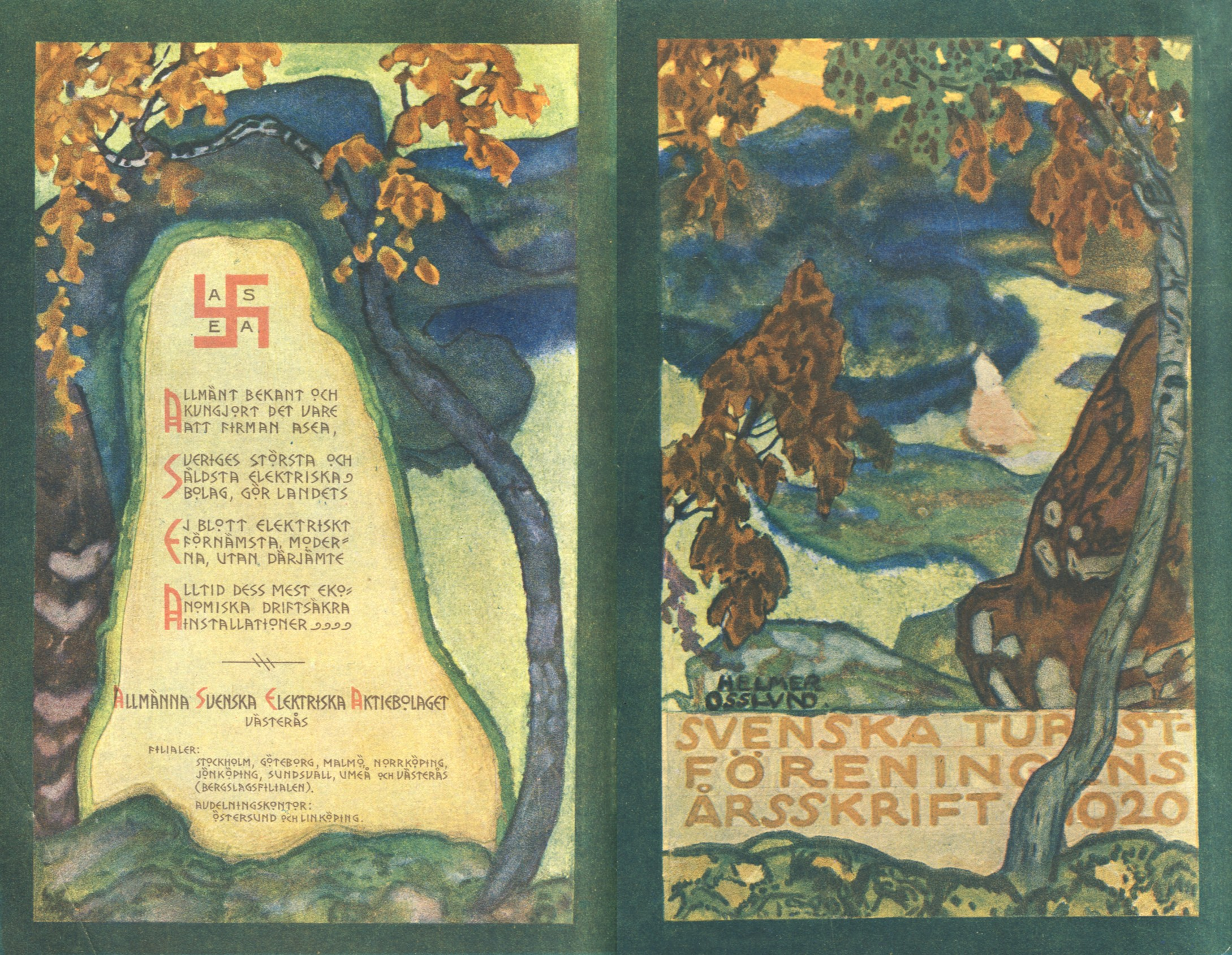
Omslag till Svenska Turistföreningens Årsskrift (1920)
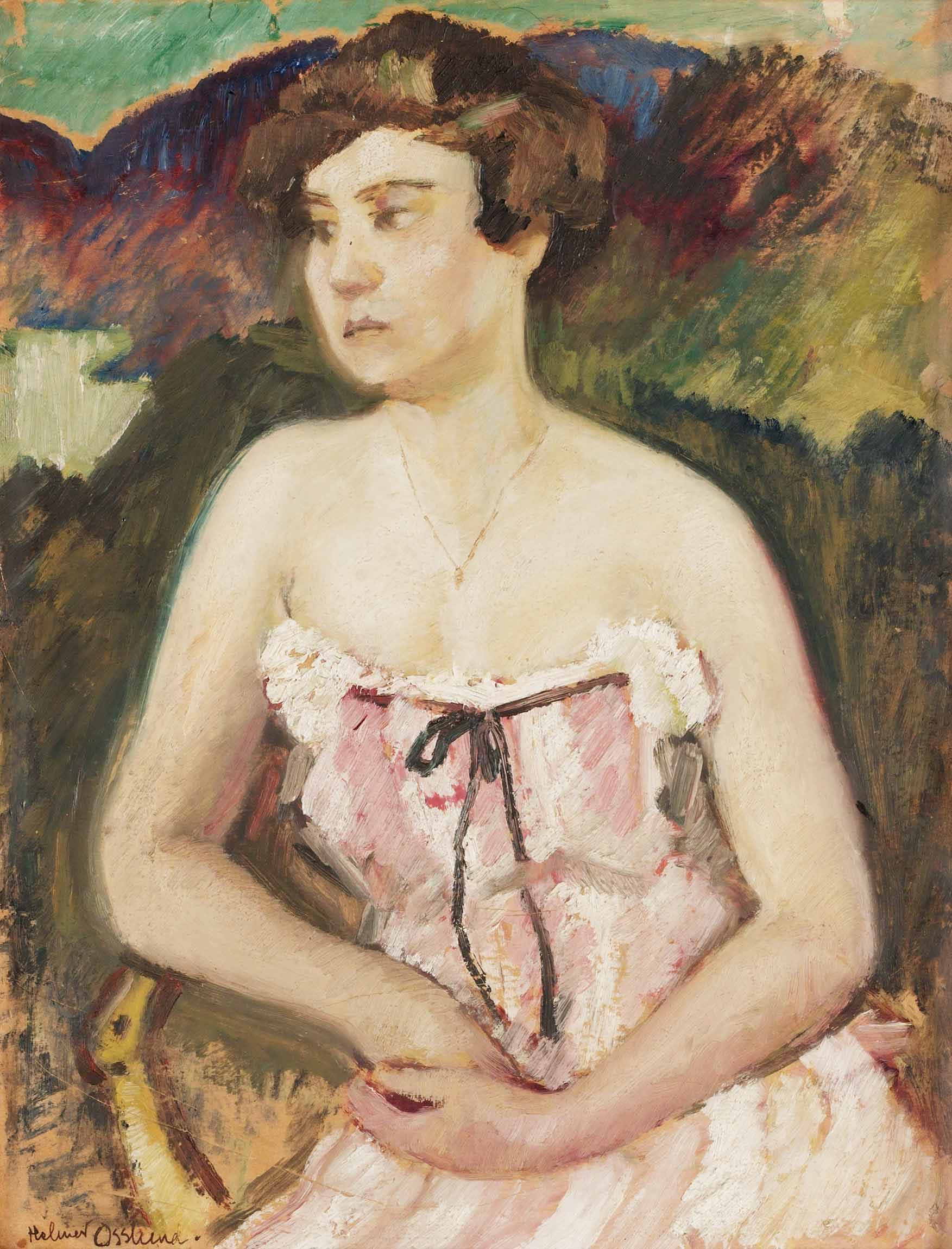
Caféflickan (1920)
Dam i svart hatt (u. å.)
På väg mot Stora Sjöfallet (från 1922 till 1925)
Forsande bäck (u. å.)
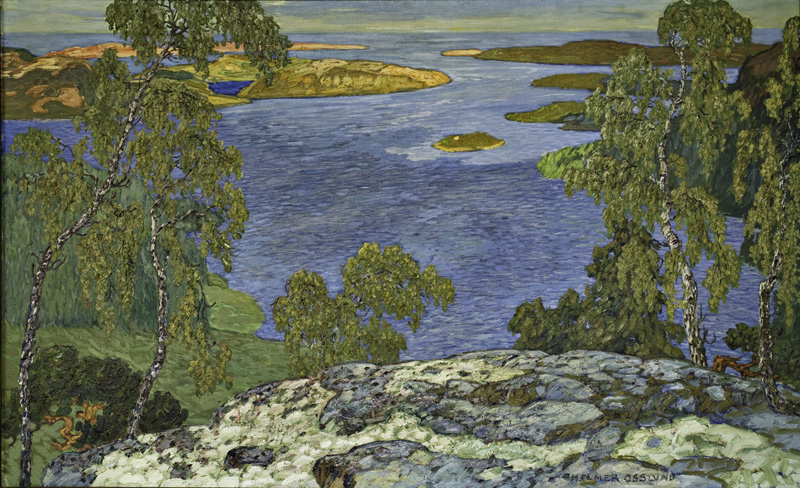
Sommarlandskap från Nordingrå (u. å.)